# Орден «За заслуги в воздухоплавании» (Бразилия)
Орден «За заслуги в воздухоплавании» (порт. Ordem do Mérito Aeronáutico), в отечественных источниках также Орден «За заслуги в области воздухоплавания» — действующая государственная награда Бразилии.

## История
Предложение об учреждении ордена, вручаемого за заслуги в области воздухоплавания было выдвинуто бразильским Туринг-Клубом, представившего его Национальной комиссии по празднованию 30-й годовщины первого полета Сантос-Дюмона (1936 год). Оно сводилось к необходимости наличия у ВВС Бразилии своей высшей награды, по аналогии с уже существовавшими у Армии и Флота орденов Военных и Морских заслуг.
Это предложение затем было направлено депутатом Деметриу Шавье в Конгресс и явилось основанием для принятия 1 ноября 1943 года закона № 5.961, по которому был учреждён Орден «За заслуги в воздухоплавании». Официальной датой учреждения считается 23 октября — день бразильских ВВС.
В статут ордена периодически вносились изменения, последнее из которых датируется 4 мая 2000 года.

## Критерии награждения
Орден предназначен для поощрения военнослужащих ВВС Бразилии, отличившихся при выполнении служебных обязанностей, а также представителей иностранных военно-воздушных сил, равно бразильских и иностранных организаций и частных лиц, оказавших значительное содействие авиации.

## Описание награды
Знак ордена — белый эмалевый крест с золотыми бортиками; с золотым пропеллером поверх него и круглым медальоном в центре. Медальон золотой с окантованной золотом лентой синей эмали по окружности. На ленте надпись: сверху MÉRITO, снизу AERONÁUTICO; внутри медальона на золотом фоне эмблема ВВС Бразилии (крылья и меч остриём вверх). Реверс оформлен аналогично, но надпись на ленте — REPÚBLICA FEDERATIVA DO BRASIL, а внутри медальона изображён опознавательный знак бразильских ВВС. Подвеска к ленте и к колодке имеет вид крыльев.
Звезда ордена — шестнадцатиконечная звезда диаметром 76 мм с наложенным поверх знаком ордена, золотая для высшего класса и серебряная для класса "Великий офицер".
Лента голубая, с пятью белыми полосами; ширина для Большого креста 95 мм, для шейных крестов 40 мм, 35 мм для нагрудных знаков.

### Классы ордена
Орден имеет пять классов.
- Большой крест предназначен для награждения глав иностранных государств и членов правящих королевских домов.
- Класс Великий офицер предназначен для награждения военных министров, командующих военно-воздушными силами, и военачальников в чине не ниже генерал-лейтенанта.
- Класс Командор предназначен для награждения прочих бразильских и иностранных генералов и адмиралов.
- Класс Офицер предназначен для старших офицеров.
- Класс Кавалер для прочих военнослужащих.
- При награждении гражданских лиц учитывается примерная корреляция занимаемого ими положения с военными чинами.
- При награждении воинских частей и соединений, орден крепится к знамени.

| Орденские планки        |                |          |        |         |
| Кавалер Большого креста | Великий офицер | Командор | Офицер | Кавалер |

### Правила ношения
Знак ордена высшего класса носится на плечевой ленте в сочетании с нагрудной золотой звездой; со звездою же, но серебряной, носится шейный крест Великого офицера; знак командора также на шее, но без звезды; офицерский крест (с розеткой на ленте) и кавалерский — на груди.

## Известные награждённые

### Бразильские
- Эурику Гаспар Дутра (21.5.1947)
- Жуан Кафе Филью (24.8.1954)
- Франсишку Кравейру Лопиш (14.4.1955)
- Жуан Гуларт (8.9.1961)
- Умберту Кастелу Бранку (31.3.1964)
- Артур да Коста-и-Силва (15.3.1967)
- Аугусту Радемакер (29.9.1971)
- Казимиру Монтенегру Филью (29.9.1971)
- Эдуарду Гомеш (29.9.1971)
- Адалберту Перейра дус Сантус (1.10.1974)
- Жуан Фигейреду (15.3.1980)
- Итамар Франку (12.9.1990)
- Фернанду Энрики Кардозу (7.10.1992)
- Элсиу Алварес (28.9.1999)
- Луис Инасиу Лула Да Силва (30.12.2002)
- Дилма Русеф Большой крест (1.1.2011)
- Антонио ди Агиар Патриота (21.10.2011)

### Иностранные

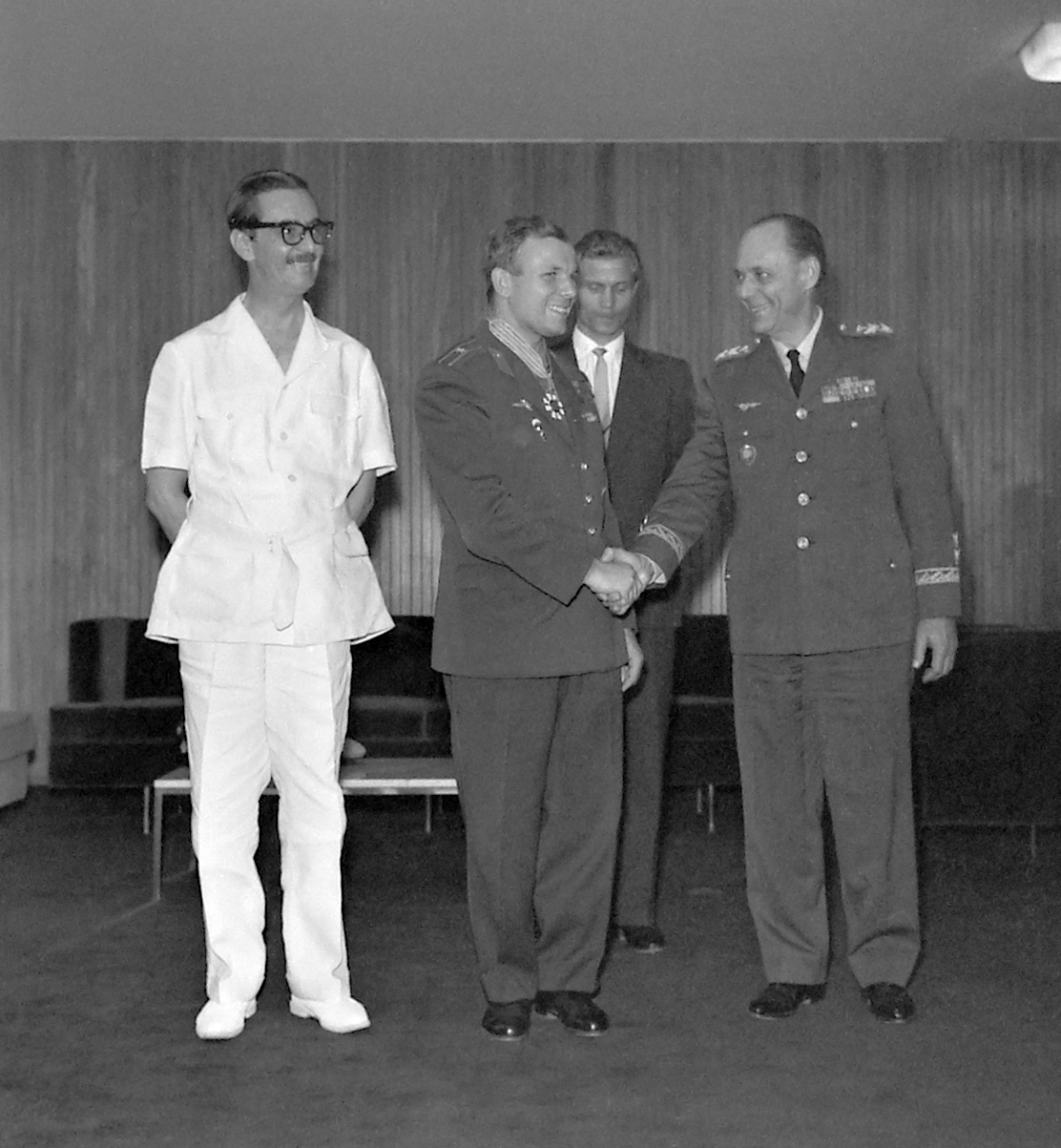
Президент Республики Жаниу да Силва Куадрос награждает бразильским орденом «За заслуги в воздухоплавании» майора Юрия Алексеевича Гагарина в Бразилиа.

- Джонас Ингрэм (20.11.1944)
- Генри Арнолд (3.5.1945)
- Уильям Фредерик Холси (2.8.1946)
- Дуайт Эйзенхауэр(5.08.1946)[4]
- Leonard T. Gerow 29.8.1947
- Альфредо Стресснер (4.1.1956)
- Кертис Лемей (8.4.1957)
- Дональд Куорлс (8.4.1957)
- Юрий Гагарин
- Брюс Холлоуэй (22.2.1967)
- Мишель Дебре (25.5.1971)
- Джон Дэйл Райан (9.10.1972)
- Джон Лютер Маклукас (28.1.1975)
- Жак Поль Клейн (1.9.1987)
- Майкл Райан (26.9.2000)
- Стефан Абриаль (25.9.2008)
- Айра Икер